# Kajdu
Kajdu lub Chajdu (ur. ok. 1235/1236, zm. ok. 1301) – chan Mongołów z rodu Ugedeja, panujący w Turkiestanie i części Syberii od roku 1263 aż do śmierci.
Był on wnukiem Ugedeja (1229–1241) z jego piątego syna, Kaszina. Z racji młodego wieku nie brał udziału w sporze o wybór Möngkego (1251–1259) w roku 1251, w związku z czym jako jeden z nielicznych członków rodu Ugedeja uniknął śmierci po jego zwycięstwie, a nawet otrzymał ułus na terenie Siedmiorzecza, i prawdopodobnie dowództwo nad wojskami tegoż rodu. Od roku 1263 znajdował się w konflikcie z Kubiłajem (1259–1264). Po pokonaniu Baraka (1266–1271) udało mu się podporządkować sobie Czagataidów, a w roku 1269 doprowadzić do zwołania kurułtaju w Tałasie, gdzie obwołano go Wielkim Chanem. Kajdu prowadził generalnie pomyślne wojny z potomkami Tołuja, Ilchanidami i dynastią Yuan, które przyniosły mu poszerzenie podległego mu terytorium o Turkiestan Chiński i zachodnią Mongolię. Jego władza jako Wielkiego Chana ograniczała się jednak do Turkiestanu i części Syberii, przy czym nie jest jasne czy przyjmując ten tytuł pretendował on do rządów nad całym imperium mongolskim. Następcy Kubiłaja, Temürowi Öldżejtü (1294–1307), udało się zadać ciężkie straty armii Kajdu podczas jego ataku na Karakorum. Sam Kajdu zmarł w wyniku rany odniesionej w trakcie tej kampanii najprawdopodobniej w roku 1301. Jego następcą został jego syn Czeper (ok. 1303–1306).